# Томас Кастанарас
Томас Кастанарас (грец. Θωμάς Καστανάρας, нар. 9 січня 2003, Штутгарт, Німеччина) — німецький футболіст грецького походження, нападник клубу «Штутгарт».

## Ігрова кар'єра

### Клубна
Томас Кастанарас народився у місті Штутгарт і є вихованцем місцевого клубу, де він з 2011 року грав у молодіжній команді. У березня 2022 року футболіст підписав з клубом новий контракт до літа 2025 року. У сезоні 2021/22 Кастанарас відзначився високою результативністю, граючи за дублюючий склад «Штутгарта». І сезон 2022/23 він почав вже як гравець першої команди. 17 вересня 2022 року у матчі проти франкфуртського «Айнтрахта» Кастанарас дебютував в першій команді в турнірі Бундесліги.
Другу половину сезону 2023/24 Кастанарас провів в оренді в клубі Ліги 3 «Ульм».

### Збірна
Маючи грецьке походження, свою міжнародну кар'єру Кастанарас починав, граючи за юнацькі збірні Греції. 
У 2022 році він зіграв дві гри за збірну Німеччини (U-20).

## Титули і досягнення
- Володар Кубка Німеччини (1):

«Штутгарт»: 2024-25